# Powiat de Pabianice
Pour les articles homonymes, voir Pabianice (homonymie).
Le powiat de Pabianice (en polonais : Powiat pabianicki) est un powiat  (district - une division administrative territoriale) de la voïvodie de Łódź, dans le centre-sud de la Pologne. 
Il est né le 1er janvier 1999, à la suite des réformes polonaises de gouvernement local passées en 1998 et créée en 2002.
Le siège administratif (chef-lieu) du powiat est la ville de Pabianice, qui se situe à environ 16 kilomètres au sud-est de Łódź (capitale de la voïvodie). Il y a une autre ville dans ce powiat: Konstantynów Łódzki qui se situe à environ 12 kilomètres au nord de Pabianice.
Le district couvre une superficie de 490,77 kilomètres carrés. En 2006, sa population est de 119 008 habitants, avec une population pour la ville de Pabianice de 70 445 habitants,  pour la ville de Konstantynów Łódzki de 17 564 habitants et une population rurale de 30 999 habitants.

## Division administrative
Le district est subdivisé en 7 gminy (communes) (2 urbaines et 5 rurales) :
- Communes urbaines : Konstantynów Łódzki et Pabianice.
- Communes rurales : Dłutów, Dobroń, Ksawerów, Lutomiersk et Pabianice.

| Gmina                                                   | Type   | Superficie (km²) | Population (2006) | Chef-lieu   |
| Pabianice                                               | urbain | 33,0             | 70 445            |             |
| Konstantynów Łódzki                                     | urbain | 26,9             | 17 564            |             |
| Gmina Ksawerów                                          | rural  | 13,6             | 7 155             | Ksawerów    |
| Gmina Lutomiersk                                        | rural  | 133,9            | 7 090             | Lutomiersk  |
| Gmina Dobroń                                            | rural  | 94,4             | 6 886             | Dobroń      |
| Gmina Pabianice                                         | rural  | 88,6             | 5 701             | Pabianice * |
| Gmina Dłutów                                            | rural  | 100,5            | 4 167             | Dłutów      |
| * Le siège ne fait pas partie du territoire de la gmina |        |                  |                   |             |

## Démographie
Données du 30 juin 2009
| Description | Total   | Total | Femmes | Femmes | Hommes | Hommes |
| ----------- | ------- | ----- | ------ | ------ | ------ | ------ |
| Unité       | Nombre  | %     | Nombre | %      | Nombre | %      |
| Population  | 118 970 | 100   | 63 246 | 53,16  | 55 724 | 46,84  |
| Urbain      | 86 791  | 72,95 | 46 790 | 39,33  | 40 001 | 33,62  |
| Rural       | 32 179  | 27,05 | 16 456 | 13,83  | 15 723 | 13,22  |

## Histoire
De 1975 à 1998, les différentes gminy du powiat actuel appartenaient administrativement aux voïvodies de Piotrków et de Sieradz.